# 赫魯別舒夫
赫魯別舒夫（發音：[xruˈbjɛʂuf]，羅馬化：Hrubeshiv）是位於波蘭東南部與烏克蘭接壤的邊境城市，2004年的人口統計為18,661人，在1975年至1998年期間，它曾經隸屬扎莫希奇省，自1999年起劃歸盧布林省管轄。2022年2月24日，俄羅斯開始入侵烏克蘭後，赫魯別舒夫與波蘭其他城市成爲接納烏克蘭難民的收容地。

## 歷史
早在十世紀，赫魯別舒夫成爲切爾文諸地的一部分，當時波蘭是皮雅斯特王朝梅什科一世時代，之後這座城市在波蘭和基輔羅斯之間不斷易主，13世紀蒙古帝國入侵了這座城市，1254年首次作爲“Rubieszów”的地名出現，當時它是一個森林中定居點。
1366年卡齊米日三世將該地區置於波蘭王國治下，14世紀末修建了一座木製城堡作爲當地總督的居所。之後從1400年至1430年期間，該地區又陸續增建了一座城堡和教堂，後來國王卡齊米日四世下令修建一條從盧布林和利沃夫道路，途徑“Rubieszów”，該鎮在後來的兩個世紀中不斷遭到克里米亞韃靼人和哥薩克人騷擾和破壞。
1772年波蘭被第一次瓜分之後，“Rubieszów”被奧地利哈布斯堡王朝吞并。1800年斯坦尼斯瓦夫·斯塔希茨在當地成立了“Rubieszów農業協會”，這也是歐洲歷史上的第一個合作組織，這個組織一直存在到1945年。1802年，地名由“Rubieszów”改爲“赫魯別舒夫”（Hrubieszów）。1809年奧波戰爭之後，該鎮在短時間内成爲華沙公國的一部分，之後1815年又成爲俄羅斯領地所控制之下的波蘭會議王國的一部分。該鎮人口在1909年為15000人。1918年11月，隨著一戰的結束，波蘭宣告獨立，赫魯別舒夫再次成爲波蘭領土的一部分，隸屬於盧布林省。
1939年9月1日，納粹德國入侵波蘭，之後蘇聯軍隊又於9月17日從東部進攻波蘭，10天之後蘇軍占領了該城市，按照《蘇德秘密協議》，兩周之後蘇軍將它移交給德軍。在德國占領期間，大量猶太人遭到屠殺，在這期間發生了波蘭反抗德國占領軍的拉莫希奇起義，1944年隨著德軍在蘇德戰場的節節失利，德軍結束了對該地區的占領。
在德國占領期間，德軍曾經利用波蘭人與烏克蘭人之間的矛盾，縱容了一場“波蘭烏克蘭民族仇殺”。
二戰結束之後的1945年5月直至1946年上半年，烏克蘭反抗軍和波蘭的自由與獨立運動決定捐棄前嫌，共同武裝反抗共產主義政權的統治，期間反抗組織不斷襲擊蘇軍的據點、爆炸橋梁、鐵路以及襲擊當地的共產黨政府機構。爲此蘇聯當局與波蘭共產黨政府共同清掃了當地的反抗力量，爲了切斷波蘭人與烏克蘭人之間在當地的連帶關係以及重新劃定蘇聯與波蘭的國界，截至1946年8月，蘇聯政府强迫住在赫魯別舒夫以及其他地區的總共將近50萬烏克蘭人遷移到蘇聯境内。

### 猶太社區
1765年赫魯別舒夫的猶太社區人口為700多人，以後逐年增加，1897年為5300多人，到了1939年二戰之前，人口估計增到了7500多人。
1939年9月15日德軍占領該鎮之後立即組織了針對猶太人的大屠殺，1939年12月2日大約有1000多當地的猶太人和來自海乌姆的1100多猶太人被德軍帶往西布格河方向，途中有數百人遭到殺害，幸存者試圖游過西布格河逃往蘇聯，但是蘇聯不允許這些猶太人入境。1940年8月德軍和波蘭當地警察逮捕了大約800多猶太人，並將600多人驅逐到强制集中營，大約有一半人死亡。在1940年夏天至1942年6月，在德國占領下，猶太人被限制在一個固定區域。到1942年4月，猶太社區人口超過了5800人。
1942年6月，大約有3000多猶太人被捕並遭到殺害，他們中的大多數人被送到索比堡集中營遭到屠殺。1942年10月28日，赫魯別舒夫又發生了第二次大規模驅逐猶太人的行動，2500多猶太人被送到索比堡集中營遭到殺害，400多反抗德軍的猶太人在猶太公墓遭到處決，最後的160猶太人被送到附近的布津集中營。僅有140逃到蘇聯的猶太人幸存下來。

## 交通
波蘭74號國道穿越該市中，一直延伸到東部的烏克蘭邊境城市烏斯蒂盧赫口岸，2015年這條公路改道到新建的繞城公路，從而避開了市中心。連接烏克蘭與波蘭的國際鐵路LHS寬軌鐵路通過該市，另外一條普通鐵路與之并行，連接耶萊尼亞古拉和皮瓦。盧布林機場是最近的國際空港，距離市中心約有120公里。

## 歷史遺跡與紀念碑
具有千年歷史的赫魯別舒夫擁有很多歷史遺跡：

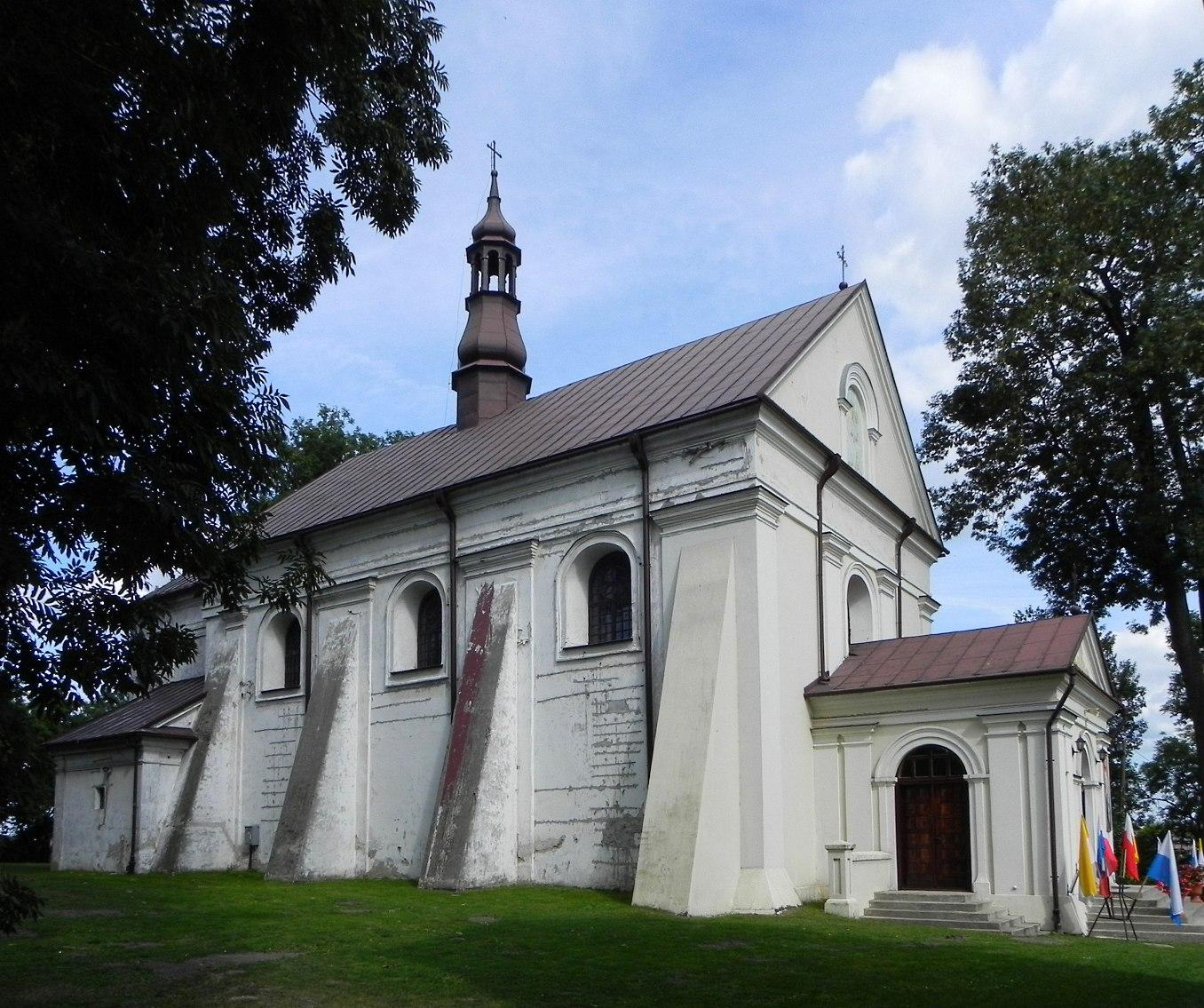
聖尼古拉教堂

- 作家博莱斯瓦夫·普鲁斯誕生於赫魯別舒夫，市内樹立了一個紀念雕塑；
- 一座建於17世紀的聖尼古拉教堂坐落在市内；
- 市内13座建於1875年的東正教教堂；
- 建於1903年至1905年的“聖母無疆天主教堂”；
- 當地博物館；
- 新舊猶太教堂

## 外部連結
- Official website of Hrubieszów （页面存档备份，存于）
- Hrubieszów information service （页面存档备份，存于）
- Hrubieszów Jewish genealogy site （页面存档备份，存于）
- Official Hrubieszów County website （页面存档备份，存于）

50°49′N 23°53′E / 50.817°N 23.883°E
1. ↑  .   [2023-02-08]. （原始内容存档于2023-02-08）.
2. ↑  The Borderline. Hrubieszów Operation From YouTube